# ۱۵۱۵ (میلادی)
۱۵۱۵ (میلادی) هزار و پانصد  و پانزدهمین سال تقویم میلادی است.

## رویدادها
- ۴ مه - استقرار پرتغالی‌ها در جزیره هرمز و آغاز مداخله‌ی غرب در خاورمیانه
- ژانویه: لوئی دوازدهم، پادشاه فرانسه می‌میرد و فرانسوای یکم جانشین او می‌شود.

## درگذشتگان
- ۱ ژانویه - لوئی دوازدهم، پادشاه فرانسه (ت. ۱۴۶۲)
- ۱۶ دسامبر - آلفونسو د آلبوکرک، سرهنگ مشهور نیروی دریایی کشور پرتغال.

‎